# Östantarktis

Östantarktis höger i bild.

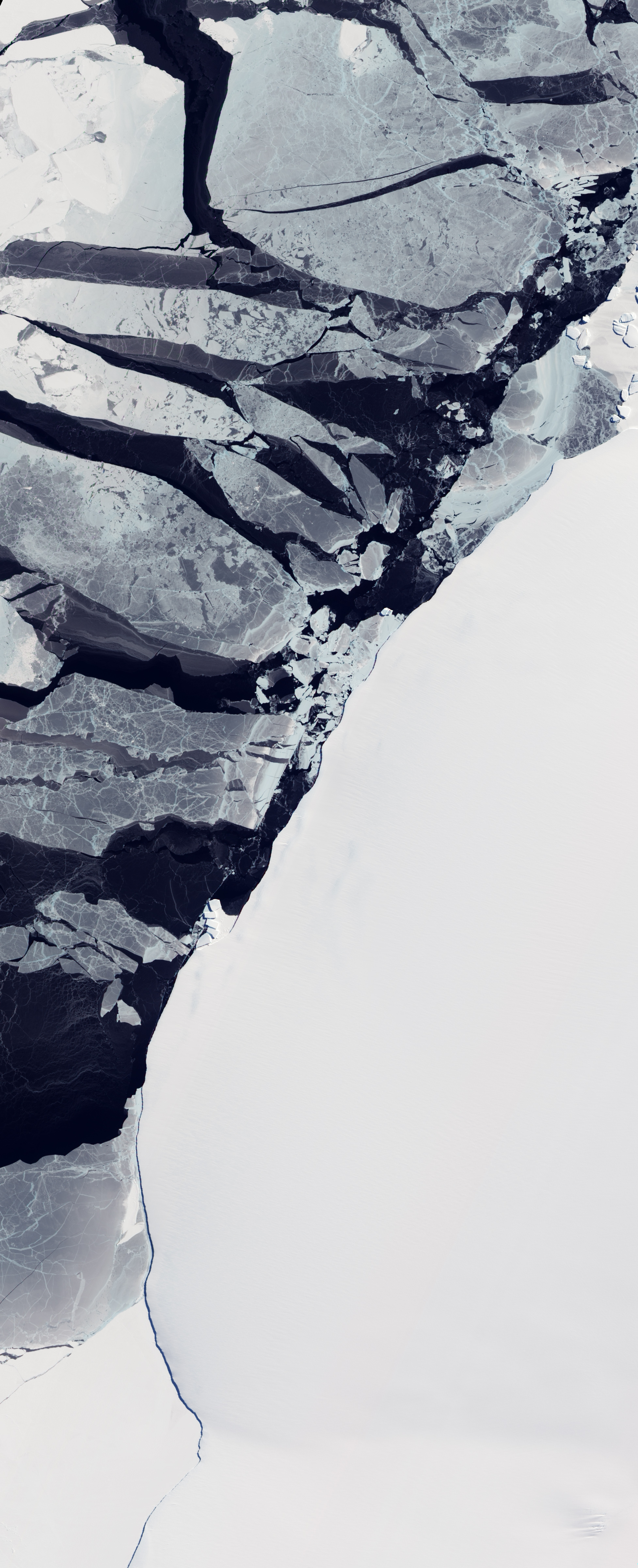
Bild av hur många istyper det finns utanför Östantarktis kust.

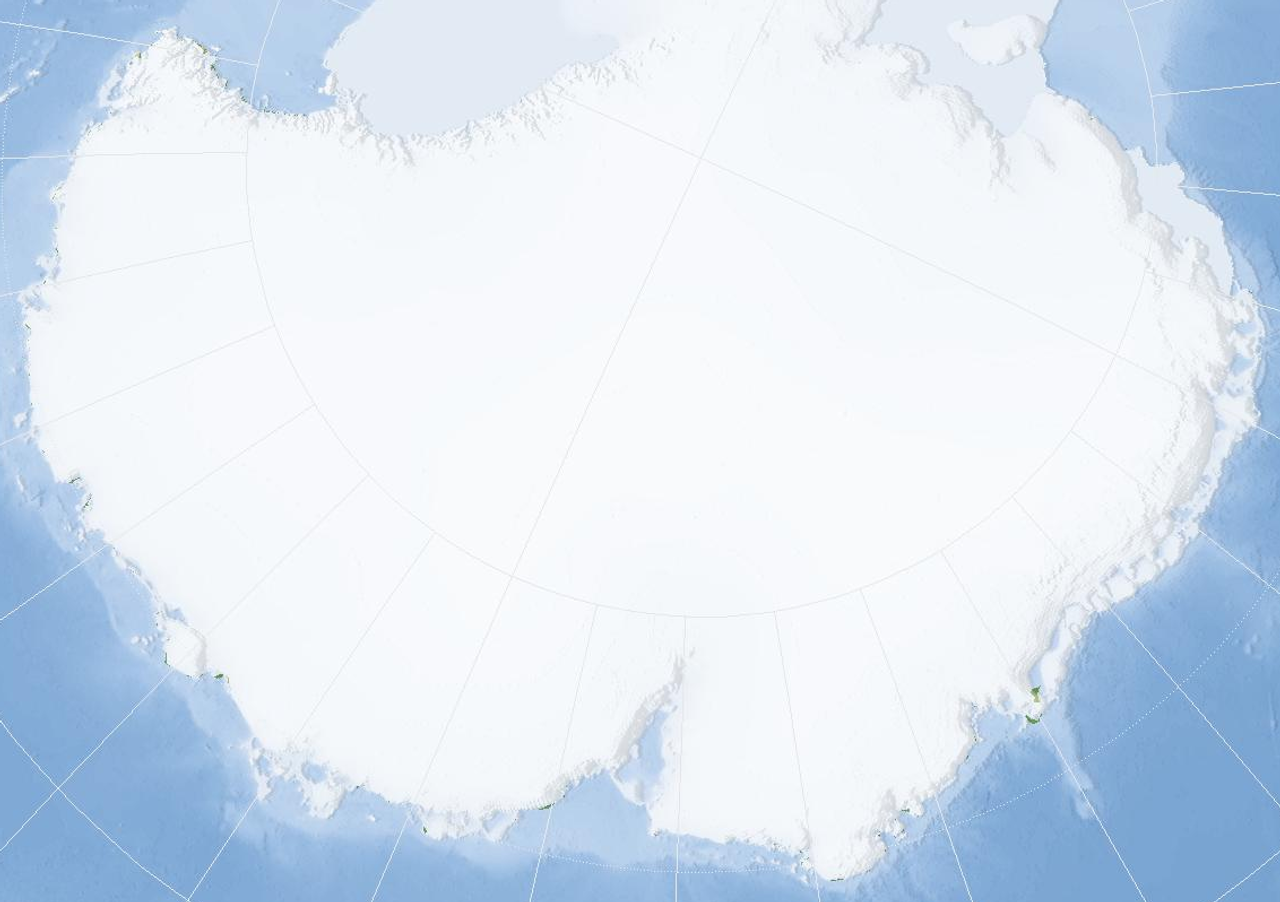
Översiktskarta över Östantarktis.

Östantarktis är den delen av Antarktis som ligger öster om de Transantarktiska bergen. Här ligger både den magnetiska och den geografiska sydpolen. Östantarktis är åtskilligt större än Västantarktis, och dess istäcke är tjockt – nästan fem kilometer i vissa regioner. Landisens yta i Antarktis ligger högt, och det är en av de kallaste och torraste platserna på jorden.

## Geografi
Östantarktis är den större delen av Antarktis. Området geografiska gräns sträcker sig från Rosshavet till Weddellhavet och nästan hela Östantarktis ligger på Östra halvklotet. Större delen av Östantarktis är täckt av glaciärer (den största är Lambertglaciären) och inlandsisar men det finns även snöfria områden, så kallade antarktiska oaser. Mitt i området ligger den punkt på jorden som har jordens bistraste klimat med en normal temperatur i juli (lokal vinterperiod) på -72 grader Celsius.

## Klimat
I stort sett har Östantarktis ett ännu strängare klimat än den västra delen av kontinenten. Temperaturen är ännu lägre här och isfria platser, som till exempel på Antarktishalvön, finns det praktiskt taget inga. Längs en bergskam mellan de två platåerna Dome A och Dome F uppmättes temperaturer på minus 93 grader under 2013 av satelliten Landsat 8, vilket gjorde det till den kallaste platsen i världen.

## Påverkan av den globala uppvärmningen
Till skillnad från den inom vetenskapen obestridda isminskningen på Västantarktis visar Östantarktis inte riktigt något motsvarande. Under en studie från januari 2019 postuleras en accelererad avsmältning även för de östarktiska områdena. Till skillnad från den obestridliga isminskningen i västra Antarktis, ger inte förhållandena i östra Antarktis en lika klar bild. En ny studie från januari 2019 postulerade en snabbare avsmältning även för de östra Antarktisregionerna, medan å andra sidan en publikation från European Geosciences Union drar slutsatsen att den östantarktiska iskalotten fortfarande är relativt stabil och inte har någon betydande avsmältning.
Ett internationellt expertteam bestående av cirka 80 geovetare, publicerade i juni 2018 den hittills mest omfattande utredningen om detta ämne. Till skillnad från den totala trenden växer iskalotten i östra Antarktis till och med, vilket avslöjades av ett långsiktigt experiment från perioden 1992 till 2017 (en ökning med 5 miljarder ton per år). Denna till synes "globala uppvärmningseffekt" förklaras av det faktum att den ökade avdunstningen över haven leder till ökat snöfall i östra Antarktis. Men den stora minskningen på den västantarktiska isplatån uppväger klart ökningen i östra Antarktis med 7 miljarder ton per år.

### Områden
Östantarktis geografiska områden är:
- Coats land
- Drottning Mauds land
- Enderby land
- Kemp land
- Mac Robertson land
- Princess Elizabeth land
- Wilhelm II land
- Queen Mary land
- Wilkes land
- Adélieland
- George V land
- Oates land
- Victoria land

### Angränsande hav
Östantarktis gränsar till:
- Rosshavet
- Dumont d'Urvillehavet
- Mawsonhavet
- Davishavet
- Kong Haakon VII:s hav
- Weddellhavet

### Bergsområden
De största bergskedjorna är:
- Transantarktiska bergen
- East Antarctica Ranges
- Gamburtsev Mountain Range

De högsta topparna är:
- Mount Kirkpatrick, 4 528 m ö.h., Queen Alexandra Range
- Mount Minto, 4 165 m ö.h., Admiralty Mountains
- Mount Fridtjof Nansen, 4 070 m ö.h., Queen Maud Mountains

### Shelfis
De största shelfisområden är:
- Filchner Ronne shelfis, cirka 422 420 km²
- Riiser-Larsen shelfis, cirka 48 180 km²
- Fimbul shelfis, cirka 41 060 km²
- Amery shelfis, cirka 62 620 km²
- Västra shelfisen, cirka 16 370 km²
- Shackleton shelfis, cirka 33 820 km²
- Ross shelfis, cirka 472 960 km²